# ザ・クリブス
ザ・クリブス (The Cribs) は、イギリス・ウェスト・ヨークシャー州、ウェイクフィールド出身のロックバンド。ローファイ好きのジャーマン3兄弟にて結成された。
2008年に元ザ・スミスのギタリストであるジョニー・マーが加入したが、2011年に脱退したため、元の3人組に戻っている。

## 来歴
2001年、ローファイ好きのジャーマン3兄弟によって結成される。
2004年、インディーでリリースしたシングルが話題となり、イギリスの人気レーベル・ウィチタと契約し、1stアルバム『ザ・クリブス』をリリース。同年8月、サマーソニックにて初来日を果たす。
2005年、2ndアルバム『ザ・ニュー・フェラス』をリリースし、スマッシュヒットとなる。この年、ピート・ドハーティにも気に入られ、ザ・リバティーンズの前座を務めたこともあった。
2006年、フジロック・フェスティバルに出演のため来日。同じくフジロックに出演していたフランツ・フェルディナンドの演奏時にはステージに招かれドラム乱打のパフォーマンスを共演した。
2007年、プロデューサーにフランツ・フェルディナンドのボーカル、アレックス・カプラノスを迎え、3rdアルバム『メンズ・ニーズ，ウィメンズ・ニーズ，ホワットエヴァー』をリリース（アレックスはノーギャラで引き受けたという噂もある）。同アルバムにはソニック・ユースのリー・ラナルドもゲスト参加している。
2008年、フジロック・フェスティバルに2度目の出演を果たす。同年、バンドと一緒にレコーディング・セッションを行なっていると伝えられていた元ザ・スミスのギタリスト、ジョニー・マーが正式にザ・クリブスに加入。
2009年、4人編成になって初の作品、4thアルバム『イグノア・ジ・イグノラント』をリリース。10月に単独での来日公演を行った。
2011年、ジョニー・マーがソロ活動に専念するため脱退。

## メンバー
- ゲイリー・ジャーマン（Gary Jarman）（1980年10月20日 - ）（ボーカル、ベース）
- ライアン・ジャーマン（Ryan Jarman）（1980年10月20日 - ）（ボーカル、ギター）
- ロス・ジャーマン（Ross Jarman）（1984年9月22日 - ）（ドラムス）

ゲイリーとライアンは双子でツインボーカル、ロスは2人より4歳年下の弟である。

## 元メンバー
- ジョニー・マー（Johnny Marr）（1963年10月31日 - ）（ギター）

## 概要
- 新人バンドたちの活躍で賑やかなUKシーンにあって地味な印象を与えがちだが、「バンドを続けていける程度のセールスで構わない」という、流行に左右されない独自のバンド運営と音楽スタンスをとっているため、熱烈なファンを多く抱えている。
- 多くの同期バンド - カイザー・チーフス、ジ・オーディナリー・ボーイズ、ブロック・パーティー、フランツ・フェルディナンド、ダーティ・プリティ・シングス、アークティック・モンキーズ、ザ・コーラル、マキシモ・パーク、レイザーライトといった面々と親交が深く、彼らからも憧憬と好意のリスペクトをよせられている（また、日本ではアジアン・カンフー・ジェネレーションとも交流がある）。カイザー・チーフスとは特に仲が良く、彼らはクリブスの「アナザー・ナンバー」を、クリブスはカイザーの「モダン・ウェイ」を互いにカバーしている。
- 彼らのライブは過激で知られ、メンバーがどこかしら怪我するのは日常茶飯事である。
- ゲイリー・ジャーマンの妻はスティーヴン・マルクマス&ザ・ジックスやクワージなどでプレイしているジョアンナ・ボーム。

## ディスコグラフィー

### アルバム
| 2004                                      | The Cribs                            | - 発売日: 2004年3月8日 - レーベル: Wichita - フォーマット: CD, LP, digital download - 全英売上: 1.6万枚                    | 96 | —  | —  |                |
| 2005                                      | The New Fellas                       | - 発売日: 2005年7月1日 - レーベル: Wichita - フォーマット: CD, LP, digital download                                        | 78 | —  | —  | - UK: シルバー |
| 2007                                      | Men's Needs, Women's Needs, Whatever | - 発売日: 2007年5月21日 - レーベル: Wichita, Warner Bros. - フォーマット: CD, LP, digital download                         | 13 | 87 | 11 | - UK: シルバー |
| 2009                                      | Ignore the Ignorant                  | - 発売日: 2009年9月7日 - レーベル: Wichita, Warner Bros. - フォーマット: CD, LP, digital download                          | 8  | 46 | 14 | - UK: シルバー |
| 2012                                      | In the Belly of the Brazen Bull      | - 発売日: 2012年5月7日 - レーベル: Wichita - フォーマット: CD, LP, digital download                                        | 9  | —  | 10 |                |
| 2015                                      | For All My Sisters                   | - 発売日: 2015年3月23日 - レーベル: Sonic Blew, Sony RED, Arts & Crafts - フォーマット: CD, LP, cassette, digital download | 9  | —  | 16 |                |
| 2017                                      | 24-7 Rock Star Shit                  | - 発売日: 2017年8月11日 - レーベル: Sonic Blew, Sony RED, Arts & Crafts - フォーマット: CD, LP, cassette, digital download | 8  | —  | —  |                |
| "—"は未発売またはチャート圏外を意味する。 |                                      | |    |    |    |                |

## 日本公演
- 2004年

『SUMMER SONIC 04』 8月7日 東京会場（幕張メッセ）、8日 大阪会場（インテックス大阪）
- 2006年

1月25日 渋谷CLUB QUATTRO
『Fuji Rock Festival 06』 7月28日 苗場スキー場
- 2007年

10月22日 心斎橋CLUB QUATTRO、23日 名古屋CLUB QUATTRO、25日 LIQUIDROOM
- 2008年

『Fuji Rock Festival 08』 7月26日 苗場スキー場
- 2009年

10月19日 日本武道館　※アークティック・モンキーズ公演のスペシャルゲストとして出演
10月21日 赤坂BLITZ、22日 名古屋CLUB QUATTRO、23日 心斎橋CLUB QUATTRO

- 2010年

『Fuji Rock Festival 10』 7月30日 苗場スキー場
- 2012年

6月21日 梅田CLUB QUATTRO
『Hostess Club Weekender』 6月23日 恵比寿ガーデンホール　
- 2015年

8月6日 渋谷CLUB QUATTRO

2018
5月17日　京都 CLUB METRO
5月18日　東京 代官山UNIT